# Якунин, Николай Константинович
Никола́й Константи́нович Яку́нин (6 августа 1920, Городище, Пензенская губерния — 15 апреля 2013, Химки, Московская область) — советский и российский инженер и ученый в области механической обработки древесины, организатор промышленного производства в СССР древесно-стружечных плит, кандидат технических наук (1954), профессор (1999), Заслуженный работник лесной промышленности РСФСР (1988), почётный академик РАЕН (1996), участник Великой Отечественной войны, спортсмен.

## Биография

### Семья
Н.К. Якунин родился в г. Городище Пензенской губернии 6 августа 1920 года в крестьянской семье.
Отец – Константин Антонович родился в г. Городище в 1893 году, работал агентом Городищенского союза потребительского общества, был мастером по изготовлению валенок.
Во время Великой Отечественной войны К.А. Якунина (как и других мастеров по валке валенок) отозвали из ополчения для изготовления валенок для фронта. За эту работу К.А. Якунин получил в 1943 году благодарственную грамоту за подписью командующего фронтом К.К. Рокоссовского.
Мать – Екатерина Ивановна Кондратьева (в замужестве – Якунина) родилась в г. Городище в 1895 году, окончила несколько классов женского училища, домохозяйка.
Сестра – Вера Константиновна Якунина.
В конце 1920-х годов К.А. Якунин с группой своих знакомых организовал артель по валке валенок. Производство разместилось в сарае, примыкающем к дому семьи Якуниных. Члены артели работали с раннего утра до позднего вечера.
30 января 1930 года после обыска К.А. Якунин был арестован, и после суда сослан на Свирьстрой сроком на 3 года.
В 1931 году семью последовательно выселили из дома, где они жили, а потом и из утеплённого сарая (где ранее размещалось производство валенок).
Весной 1934 года было получено письмо от К.А. Якунина, в котором он сообщил, что освободился из заключения и живёт в Архангельске, решил в г. Городище не возвращаться, и приглашал приехать семью к себе.
Летом 1934 года Николай, окончивший 6 классов школы крестьянской молодежи, с матерью и сестрой переехал в Архангельск.
В 1991 году К.А. Якунин был полностью реабилитирован в связи с отсутствием в его действиях состава преступления. В документах по реабилитации К.А. Якунина указано, что поводом для ареста и осуждения послужили «грубые и вульгарные выражения в адрес Советской власти».

### Юность в Архангельске. Поступление в институт
Прибыв в Архангельск, семья Якуниных обосновалась в районе реки Кузнечиха. В новом учебном году Николай пошёл в 10-ю среднюю школу.
Здесь Николай начал заниматься спортом: летом – лапта, футбол, волейбол, стрельба из мелкокалиберной винтовки, зимой – коньки, хоккей. В 10-м классе школы стал заниматься парусным спортом, сдал экзамены на рулевого первого класса, получил первый спортивный разряд и отлично освоил навыки ориентирования в море и на суше, что впоследствии очень пригодилось ему на фронте.
Окончил 10 классов средней школы №10 г. Архангельск, получив аттестат без «троек», планировал подать документы в Ленинградский кораблестроительный институт.
Однако летом 1938 года семья Якуниных переехала на постоянное жительство в г. Борисоглебск, а сам Якунин выиграл в составе команды Архангельска чемпионат СССР по парусным гонкам (проходил в г. Ленинграде). Из-за подготовки к соревнованиям пропустил сроки отправки документов в ЛКИ, куда он планировал поступить, в связи с чем подал документы в Архангельский лесотехнический институт, сдал вступительные экзамены и был зачислен на факультет «Механическая обработки древесины».
В 1939-1940 гг. Н.К. Якунин – был председателем парусной секции Архангельска, и членом Всесоюзной парусной секции.
Продолжал занятия парусным спортом и после поступления в институт, в 1940 году выиграл гонки (экипаж – Виктор Перешнев – Николай Якунин) на приз газеты «Красный спорт» .
В 1940 году с группой студентов АЛТИ перевёлся в Ленинградскую лесотехническую академию, где студентам были обеспечены лучшие бытовые условия, а также было множество возможностей для подработок.
Летом 1941 года, успешно окончив 3 курс лесотехнической академии, Якунин в составе группы студентов был направлен на двухмесячную производственную практику в Архангельск на ЛДК им. В.И. Ленина.

### Участие в Великой Отечественной войне
После начала Великой Отечественной войны Якунин остался в Архангельске, приступил к занятиям на 4 курсе АЛТИ.
15 сентября 1941 года райком комсомола Архангельска объявил о формировании добровольческих лыжных отрядов, и Якунин подал заявление о зачислении его добровольцем в отряд.
В рядах Красной армии с 26 сентября 1941 года, солдат 293 запасного лыжного полка.
После завершения подготовки попал в 8 роту 3-го отдельного олене-лыжного батальона (3 ООЛБ), в составе батальона в январе 1942 года был направлен на Карельский фронт, в район высоты 314.9 (Мурманская область, Кольский район, ближайший населенный пункт - Заозёрск), где шли тяжёлые бои. Бойцы роты заняли высоту 314, окопались в снегу. Возле окопа Якунина разорвался снаряд, его оглушило взрывом. От долгого лежания на снегу Якунин сильно застудил лёгкие, началась пневмония, после чего он был эвакуирован, лечился в госпиталях в Мурманске и Архангельске.
По выздоровлении служил в технической роте 1 района авиационного базирования (1 РАБ) 7 воздушной армии Карельского фронта.
Участвовал в боях за освобождение Карелии, неоднократно ходил в разведку, в том числе старшим разведгруппы (кроме разведки бойцы снимали ценные приборы и детали с русских самолётов, подбитых и упавших на нейтральной полосе и в ближайшем тылу врага). Участник боевых действий на Кандалакшском и Свирском направлениях, Свирской десантной операции.
В феврале 1945 года 3 отдельный батальон 14 армии Карельского фронта перебросили в Белоруссию, на аэродром Барановичи, отбитый у немцев. На аэродроме лежал сбитый самолёт, солдаты техроты получили приказ его убрать. При разборке самолёта раздался сильный взрыв (самолёт был заминирован), в результате чего руководивший работами помощник командира взвода старший сержант Якунин получил контузию и травму позвоночника.
После лечения в госпитале в Борисоглебске был признан негодным к военной службе и демобилизован из рядов армии в мае 1945 года.

### Завершение учёбы
После демобилизации и поправки здоровья Якунин принял решение завершить образование, после чего восстановился на 4 курс Лесотехнической академии им. Кирова  в Ленинграде, где и продолжил обучение.
Академию окончил в январе 1948 года, получил диплом с отличием, был рекомендован на научную работу и направлен по распределению в Химки в Центральный научно-исследовательский институт механической обработки древесины (ЦНИИМОД) на должность младшего научного сотрудника.

### Работа в ЦНИИМОД в 1948-1959 годах, подготовка и защита диссертации
Принят на работу в ЦНИИМОД на должность младшего научного сотрудника.
С мая по ноябрь 1949 года был командирован на Кемский лесопильный завод для оказания технической помощи в освоении иностранного лесопильного оборудования где приобрёл значительный практический опыт по распиловке леса на рамах (в том числе выполнил сравнительный анализ старого и нового оборудования, освоил подготовку и правку пил).
Осенью 1952 года Якунин был избран заместителем секретаря партийной организации ЦНИИМОД. На этой должности глубоко изучил работу института, побывав практически на каждом рабочем месте, работая с людьми.
В то же время учился в аспирантуре, занимался научной работой.
В начале 1950-х годов на лесозаводах страны шло активное изучение опыта скоростного пиления древесины круглыми пилами. ЦНИИМОД было поручено обобщить полезный опыт, написать подробную инструкцию о распространить её на все лесозаводы страны.
В этих работах принял участие Якунин, обобщивший результаты работ и подготовивший и защитивший диссертацию на соискание степени «кандидата технических наук», тема которой связана с изучением влияния скорости резания на все технологические и режимные параметры распиловки при резании древесины круглыми пилами и их экспериментальным подтверждением на установке, сконструированной самим Якуниным.
24 февраля 1954 года Якунин в диссертационном совете ЛТА им. Кирова успешно защитил кандидатскую диссертацию «Исследование режимов продольного пиления круглыми пилами» . Решение о присвоении Якунину степени "кандидат технических наук" членами диссертационного совета было принято единогласно.
Впервые в СССР Якунин выявил и научно обосновал закономерности влияния скорости резания древесины на энергетические показатели продольного пиления древесины, устойчивости круглых пил при работе на скоростях резания 20-40-60-80-100-120 м/с, при соблюдении постоянства подач на зуб 0,26-0,41-0,64 мм. на высотах пропила 20-40-60 мм. Также впервые было выявлено отсутствие влияния скорости резания на глубину неровностей и шероховатость поверхности распиленной древесины. Результаты этих работ убедительно обосновали применение скоростей резания 40-60 м/с как дающих оптимальные энергетические затраты и сохранили свою актуальность до настоящего времени (2022).
После защиты диссертации Якунин был назначен старшим научным сотрудником, затем начальником лаборатории ЦНИИМОД (г. Химки).
Научные результаты, полученные Якуниным при подготовке диссертации, послужили основой для создания принципиально новых многопильных круглопильных станков Т-92 (4-х пильный, для распиловки брёвен) и Т-94 (8-пильный, для распиловки брусьев). Эти оригинальные станки, созданные под руководством Якунина, выпускались крупной серией (по 500 штук каждой модели) и в ряде случаев отработали по 30-40 лет.
Также в этот период (1955 год) Якунин руководил созданием гидрофицированного станка для вальцовки пил модели ПВ-5, при этом Якунин лично разработал устройство для измерения усилий на роликах. Этот станок стал настоящим долгожителем на предприятиях лесного комплекса СССР, а его прямые «потомки» – станки ПВ-20М и ПВ-28 работают и сейчас (2022).

### Работа директором ВНИИДревМаш
18 апреля 1960 года на коллегии Госкомитета по автоматизации и машиностроению Совета Министров СССР под председательством министра Костоусова А.И., Якунин был назначен директором НИИдревмаша. Численность работающих в институте в 1960 году – 190 человек, институт занимал часть этажа на заводе МЗДС, лабораторная база института была убогой, а сотрудники института имели самые низкие оклады среди всех НИИ Госкомитета.
За годы руководства коллективом Якунину, который показал себя отличным организатором и талантливым инженером, удалось:
- создать новую высокоэффективную отрасль промышленности СССР – серийное производство древесно-стружечных плит; в период с 1960 по 1972 гг. было оснащено оборудованием для производства ДСП 60 заводов СССР;
- в период с 1960 по 1967 гг. впервые в СССР созданы сложные комплексы для производства древесно-стружечных плит поддонным (СП-25), бесподдонным (СП-50) и экструзионным (СП-12) способами прессования, производительностью соответственно 25, 50 и 12 тысяч метров кубических ДСП в год;
- впервые в стране создать комплексы для крупносерийного производства столярно-строительных изделий ОК-500 (оконные блоки), ДВ-500 (дверные блоки); Парк-700 (паркет), мебели (всего было выпущено 23 комплекса; только в комплекс ОК-500 входили 26 наименований автоматических линий, комплекс занимал 30 000 квадратных метров);
- стабилизировать коллектив института, создать устойчивую производственную кооперацию, в которую входили 12 конструкторских бюро, 14 совнархозов и 32 станкозавода, обеспечившую выполнение заданий Правительства СССР;
- добиться повышения окладов сотрудников до уровня НИИ чёрной металлургии (зарплаты сотрудников института выросли в 1,9 раза), чего Якунину удалось добиться, повысив статус института, переименовав его во ВНИИдревмаш;
- открыть аспирантуру, после обучения в которой кандидатские диссертации защитили 44 человека;
- построить 9-ти этажный жилой дом в Москве для сотрудников института;
- проведена большая работа по укреплению материальной базы института (выделение земельного участка, фондов, проектирование здания, строительство. До ухода Н.К. Якунина с должности директора было построено 9 этажей из 22. Окончено строительство было лишь в 1990 году);
- коллектив института вырос со 190 до 880 человек, в состав института вошли СКТБ и опытный завод.
За 12 лет руководства институтом Якунин не был награждён ни одной наградой. Это связано с тем, что институт относился к Минстанкопрому СССР, а работы выполнял в интересах Минлеспрома СССР, и таким образом ВНИИдревмаш был «инородным телом» в Минстанкопроме.
После очередного конфликта с ответственными работниками Министерства, в октябре 1972 года Якунин покинул пост директора ВНИИдревмаш по собственному желанию.

### Инженерная и педагогическая работа
В 1972-1974 гг. Якунин работал начальником отдела во Всесоюзном проектно-конструкторском, технологическом институте мебели (ВПКТИМ), занимался координацией опытно-конструкторских работ.
В 1974-1976 гг. Якунин работал в ЦНИИМЭ (г. Химки) - заведующим лабораторией переработки низкокачественной древесины («для ее использования при производстве оригинального щитового паркета»).
В августе 1976 года Якунин перешёл на работу во Всесоюзный институт повышения квалификации кадров лесной промышленности (ВИПКлеспром) на должность заведующего кафедрой новой техники и технологий лесодеревообрабатывающей промышленности, где он трудился до 1992 года.
В 1992 году после развала СССР и ВИПКлеспрома, Якунин стал ведущим инженером Центрального научно-исследовательского технологического института, где в течение 11 лет возглавлял работы по созданию производства твердосплавных пил, не уступающих импортным аналогам.
Эту работу Якунин совмещал с преподаванием МГУЛ и в Институте международных экономических отношений (ИМЭО, г. Химки).
Якунин – автор 180 печатных работ.
Учебники по резанию древесины и пилам, написанные Якуниным стали классикой отечественной литературы по лесопилению и актуальны по настоящее время (например, "Круглые пилы и их эксплуатация", М.: "Лесная промышленность", 1977. 200 с. УДК 674.053 : 621.934.004.2 и другие).

### Учёные звания и награды
Февраль 1954 года – защита диссертации кандидата технических наук;
Апрель 1962 – решением ВАК при СМ СССР присвоено звание «старший научный сотрудник»;
Июль 1979 – Решением ВАК при СМ СССР присвоено звание «доцент»;
Сентябрь 1994 – избран членом-корреспондентом РАЕН;
Ноябрь 1996 - избран почётным академиком РАЕН;
Декабрь 1999 – приказом Министерства образования Российской Федерации присвоено ученое звание «профессор».
Якунин награждён 16 государственными наградами, в том числе за участие в ВОВ - медалью «За боевые заслуги» (1947), орденом «Отечественной войны II степени» (1985).
Решением Учёного совета СПбЛТА от 27 апреля 2004 года избран почётным доктором лесотехнической академии